# Bernasconi
Bernasconi är en kommunhuvudort i Argentina.   Den ligger i provinsen La Pampa, i den centrala delen av landet, 600 kilometer sydväst om huvudstaden Buenos Aires. Bernasconi ligger 164 meter över havet och antalet invånare är 1 781.
Terrängen runt Bernasconi är platt, och sluttar norrut. Trakten runt Bernasconi är nära nog obefolkad, med mindre än två invånare per kvadratkilometer.. Närmaste större samhälle är General San Martín, 14,6 kilometer sydost om Bernasconi.
Omgivningarna runt Bernasconi är i huvudsak ett öppet busklandskap.